# Sotla s pritoki
Das FFH-Gebiet Sotla s pritoki (deutsch: Sotla mit Nebenflüssen) liegt im Südosten Sloweniens und ist Bestandteil des europäischen Schutzgebietsnetzes Natura 2000.

## Lage
Das rund 5 km² ha große Schutzgebiet Sotla s pritoki liegt an der slowenisch-kroatischen Grenze und umfasst des slowenischen Teil des Flusses Sotla und dessen Zuflüsse Zlatčka grapa, Mestinjščica, Buča und den Unterlauf der Bistrica. Das Gebiet wird auf kroatischer Seite durch das FFH-Gebiet Sutla ergänzt, wodurch nahezu der gesamte Fluss Teil des Natura-2000-Netzwerkes ist.
Zwei weitere FFH-Gebiete grenzen unmittelbar an das Schutzgebiet an: das FFH-Gebiet Orlica und das FFH-Gebiet Dobrava-Jovsi. Zudem überschneidet es sich teilweise mit den Vogelschutzgebieten Kozjansko und Dobrava-Jovsi.

## Beschreibung
Die Sotla fließt als Grenzfluss entlang der slowenisch-kroatischen Grenze. Sie ist in einigen Abschnitten reguliert, weist aber auch noch naturnahe Abschnitte auf. Zumeist fließt sie durch eine Kulturlandschaft und ist nur durch einen schmalen Gehölzsaum von den landwirtschaftlich genutzten Flächen getrennt. Nur der Oberlauf fließt durch ein dichter bewaldetes Gebiet.
Oberhalb der Mestinjščica-Mündung wurde der Fluss in den 1980er-Jahren aufgestaut, der Stausee wurde aber 1988 wieder entleert.
Das Flusssystem ist Lebensraum zahlreicher europäisch geschützter Fischarten, des Fischotters und anderer wassergebundener Tiere.

## Schutzzweck

### Lebensraumtypen
Folgende Lebensraumtypen nach Anhang I der FFH-Richtlinie kommen im Gebiet vor:
| EU Code | * | Lebensraumtyp (offizielle Bezeichnung)                                                               | Fläche (ha) |
| ------- | - | --- | ----------- |
| 3150    |   | Natürliche eutrophe Seen mit einer Vegetation des Magnopotamions oder Hydrocharitions                | 5           |
| 9110    |   | Hainsimsen-Buchenwald (Luzulo-Fagetum)                                                               | 72,5        |
| 91E0    | * | Auen-Wälder mit Alnus glutinosa und Fraxinus excelsior (Alno-Padion, Alnion incanae, Salicion albae) | 2,6         |

### Arteninventar
Folgende Arten von gemeinschaftlichem Interesse kommen im Gebiet vor:
| Bild                  | EU Code | * | Art                   | wissenschaftlicher Name     | Artengruppe           |
| --------------------- | ------- | - | --------------------- | --------------------------- | --------------------- |
| Rapfen                | 1130    |   | Rapfen                | Aspius aspius               | Fische und Rundmäuler |
| Steinkrebs            | 1093    | * | Steinkrebs            | Austropotamobius torrentium | Krebse                |
| Forellenbarbe         | 1138    |   | Forellenbarbe         | Barbus meridionalis         | Fische und Rundmäuler |
|                       | 1088    |   | Großer Eichenbock     | Cerambyx cerdo              | Käfer                 |
| Steinbeißer           | 1149    |   | Steinbeißer           | Cobitis taenia              | Fische und Rundmäuler |
| Große Quelljungfer    | 4046    |   | Große Quelljungfer    | Cordulegaster heros         | Libellen              |
| Groppe                | 1163    |   | Groppe                | Cottus gobio                | Fische und Rundmäuler |
|                       | 1098    |   | Neunaugen             | Eudontomyzon spp.           | Fische und Rundmäuler |
| Weißflossen-Gründling | 1124    |   | Weißflossen-Gründling | Gobio albipinnatus          | Fische und Rundmäuler |
| Hirschkäfer           | 1083    |   | Hirschkäfer           | Lucanus cervus              | Käfer                 |
| Fischotter            | 1355    |   | Fischotter            | Lutra lutra                 | Säugetiere            |
| Bitterling            | 1134    |   | Bitterling            | Rhodeus sericeus            | Fische und Rundmäuler |
| Rutilus pigus         | 1114    |   | Frauennerfling        | Rutilus pigus               | Fische und Rundmäuler |
| Gold-Steinbeißer      | 1146    |   | Gold-Steinbeißer      | Sabanejewia aurata          | Fische und Rundmäuler |
| Kleine Flussmuschel   | 1032    |   | Kleine Flussmuschel   | Unio crassus                | Muscheln              |
| Streber               | 1160    |   | Streber               | Zingel streber              | Fische und Rundmäuler |